# Garrosse
Garrosse foi uma comuna francesa na região administrativa da Nova Aquitânia, no departamento Landes. Estendia-se por uma área de 25,91 km². Em 2010 a comuna tinha 312 habitantes (densidade: 12 hab./km²).
Em 1 de janeiro de 2019, passou a formar parte da nova comuna de Morcenx-la-Nouvelle.